# The Strangers' Banquet
The Strangers' Banquet è un film muto del 1922 diretto da Marshall Neilan. È l'esordio sullo schermo di Eleanor Boardman.
Tratto dal romanzo The Strangers' Banquet di Brian Oswald Donn-Byrne, il film - sceneggiato da Marshall Neilan e Frank Urson, ha come protagonisti, oltre alla Boardoman, Hobart Bosworth, Claire Windsor, Rockliffe Fellowes, Eugenie Besserer, Nigel Barrie e Ford Sterling.

## Produzione
Il film fu prodotto da Marshall Neilan per la sua compagnia, la Marshall Neilan Productions.

## Distribuzione
Distribuito dalla Goldwyn Distributing Corporation, il film - presentato da Marshall Neilan - uscì nelle sale cinematografiche statunitensi il 31 dicembre 1922.